# NGC 2005
NGC 2005 est un amas ouvert situé dans la constellation de la Dorade. Cet amas est situé dans le Grand Nuage de Magellan. Il a été découvert par l'astronome écossais James Dunlop en 1826.
À ce jour, trois mesures non basées sur le décalage vers le rouge (redshift) donnent une distance de 0,048 0 ± 0,002 Mpc (∼157 000 al).